# Ewaryst Jaskólski
Ewaryst Jaskólski  (ur. 31 lipca 1932 w Murzynku, zm. 23 czerwca 2007 we Wrocławiu) – polski fizjoterapeuta, nauczyciel akademicki.

## Życiorys
Urodził się w 1932 r. w Murzynku. Ukończył studia na Wyższej Szkole Wychowania Fizycznego we Wrocławiu w 1954 r., a doktoryzował się w zakresie rehabilitacji w 1963 w Akademii Wychowania Fizycznego w Warszawie. W 1987 otrzymał stopień doktora habilitowanego, a w 1998 r. przyznano mu tytuł profesora. Na Akademii Wychowania Fizycznego we Wrocławiu sprawował m.in. obowiązki prorektora ds. nauki (1985–1988). 
Prowadził badania nad sprawnością fizyczną młodzieży i studentów, modyfikacją procesu treningowego oraz poprawą rezultatów sportowych, charakterystyką ekspozycji siły kończyn człowieka oraz generacją sił mięśniowych. Autor 5 książek, 150 prac naukowych, 3 patentów i 2 ekspertyz. Promotor 11 przewodów doktorskich, recenzent 5 prac doktorskich oraz 5 habilitacyjnych.
Odznaczony Srebrnym i Złotym Krzyżem Zasługi (l. 1971, 1973), Krzyżem Kawalerskim Orderu Odrodzenia Polski (1983), Medalem Komisji Edukacji Narodowej (1984) i Honorową Odznaką Polskiego Związku Judo (1964).
Zmarł w 2007 r.